# Балашково
Балашково — деревня в Зубцовском районе Тверской области, входит в состав Ульяновского сельского поселения.

## География
Деревня расположена на берегу реки Шоша в 14 км на северо-восток от центра поселения деревни Ульяново и в 55 км на северо-восток от районного центра Зубцова. 

## История
В 1664 году в селе была построена деревянная церковь Рождества Христова, в 1897 году построена новая каменная Христорождественская церковь с 3 престолами (разрушена в 1942 году).
В конце XIX — начале XX века село входило в состав Дорожаевской волости Зубцовского уезда Тверской губернии. 
С 1929 года деревня входила в состав Старо-Горского сельсовета Погорельского района Ржевского округа Западной области, с 1935 года — в составе Калининской области, с 1960 года — в составе Зубцовского района, с 1994 года — в составе Старо-Горского сельского округа, с 2005 года — в составе Ульяновского сельского поселения. 

## Население
| 1859 | 2002 | 2010 |
| ---- | ---- | ---- |
| 204  | ↘9   | ↘1   |